# Calle del Pintor Montalvo
La calle del Pintor Montalvo es una vía pública de la ciudad española de Segovia.

## Descripción
La calle discurre desde la de San Francisco hasta desembocar en la plaza de Día Sanz. Con el nombre honra al pintor Bartolomé Montalvo (1769-1846), natural de la localidad segoviana de Sangarcía. Aparece descrita en Las calles de Segovia (1918), obra de Mariano Sáez y Romero, con las siguientes palabras:

Pintor Montalvo.—Está situada entre la calle de San Francisco y la plazuela de Día Sanz. El pintor cuyo título lleva esta calle se llamó D. Bartolomé Montalvo y nació en Sangarcía en 1769; fué discípulo de D. Zacarías Velázquez y pintor de Cámara nombrado en 1816; fué notable, aunque no constituyó escuela ni llegaron sus obras al mérito extraordinario de los más afamados maestros. En el museo del Prado, en Madrid, hay suyos cuatro bodegones muy bien pintados. Fué académico de la de Bellas Artes de San Fernando y murió en 1846. A esta calle da la larga fachada del balneario fundado por D. Antonino Sancho, y al lado opuesto una capilla del patronazgo del marqués del Arco, adosada a la Academia de Artillería en lo que fué iglesia de San Francisco.
(Sáez y Romero, 1918, p. 132)